# Anna Valentová
Anna Valentová (16. dubna 1941 Lipník nad Bečvou – 25. července 2022) byla česká překladatelka z maďarštiny a okrajově i z angličtiny.
Po maturitě (1958) na jedenáctileté střední škole v Ostravě studovala v letech 1958–1964 obory čeština a maďarština na Filozofické fakultě Univerzity Karlovy.

## Přehled zaměstnání
- propagační oddělení Maďarského kulturního a informačního střediska v Praze
- Ústav jazyků a literatur Československé akademie věd (zde se podílela na redakci první verze maďarsko-českého slovníku)
- působila jako lektorka češtiny na katedře slavistiky Filozofické fakulty Univerzity Lóránda Eötvöse v Budapešti (v letech 1968–1973)
- redaktorka Státního pedagogického nakladatelství v redakci cizích jazyků a slovníků (1973–1981)
- redaktorka v nakladatelstvích Ivo Železný, Naše vojsko a Mladá fronta
- vyučovala na FF UK maďarskou literaturu 20. století a současnou, vedla překladatelský seminář

## Ceny za překlad
- 1980 – cena Odeonu za překlad
- 1981 – cenu maďarské literární agentury Artisjus
- 1981 – cenu Lidového nakladatelství
- 2000 – za překlad románu Pétera Nádase Kniha pamětí obdržela nakladatelskou cenu Mladé fronty, mimořádnou tvůrčí odměnou v rámci Ceny Josefa Jungmanna, cenu maďarského Kuratoria Tibora Déryho a o rok později i Státní cenu za překladatelské dílo s přihlédnutím k dosavadnímu dílu.
- 2010 – Aranykereszt, maďarské státní vyznamenání za zásluhy

## Překlady

### Z maďarštiny
- Bulcsu Bertha: Klokan (1979)
- Ádám Bodor: Návštěva arcibiskupa (2007)
- Ádám Bodor: Okrsek Sinistra (2008)
- András Dékány: Ostrov pirátů (1972)
- András Dékány: Velký kapitán. Život Ferdinanda Magellana (1975)
- Tibor Déry: Nedokončená věta (1980)
- Tibor Déry: Odpověď (1987)
- Tibor Déry: Pomyslná reportáž o americkém pop-festivalu (1977)
- Miklós Dévényi: Kariéra dr. Gézy Tamhletoho (1981)
- György Dragomán: Bílý král (2008)
- Péter Farkas: Osm minut (2008)
- Péter Farkas: Kreatura (2012)
- Mór Jókai: Uherský nabob (1974)
- Mór Jókai: Syn uherského naboba (1977)
- Anna Jókaiová: Dny (1984)
- Anna Jókaiová: Má dáti – dal (1977)
- Anna Jókaiová: Domov č. 4447 (1979)
- Anna Jókaiová: Nebojte se (2002)
- Frigyes Karinthy: Putování kolem mé lebky (1981)
- Yudit Kiss: Léto, kdy otec zemřel (2010)
- Gyula Krúdy: Příběhy Sindibádovy (1987)
- Miklós Mészöly: Samota motýla (1995)
- Sándor Márai: Odkaz Ester (2004)
- Sándor Márai: Svíce dohořívají (2001)
- Sándor Márai: Země, země...! (2004)
- Sándor Márai: Noc před rozvodem (2006)
- Zsigmond Móricz: Čarovná zahrada (1979)
- Zsigmond Móricz: Pan Bovary (1974)
- Zsigmond Móricz: Stín slunce (1986)
- Zsigmond Móricz: Veliký kníže (1984)
- Péter Nádas: Dům paní Kláry (2003)
- Péter Nádas: Kniha pamětí (1999)
- István Örkény: Minutové grotesky (1978)
- István Örkény: Glórie (1974)
- István Örkény: Kočičí hra (1974)
- István Örkény: Tótovi (1974)
- Alaine Polczová: Žena na frontě (2009)
- György Spiró: Pod značkou X (1990)
- Magda Szabóová: Dveře (2004)
- Magda Szabóová: Přihlížitelé (1983)

### Z angličtiny
- Seznam děl v Souborném katalogu ČR, jejichž autorem nebo tématem je Anna Valentová
- Nelson DeMille (Richard): Výkupné (1996)
- Historické detektivky (1995)
- Jack Olsen: Predátor (1997)
- Eva Shawová: Věštíme budoucnost (1999)